# Сари ас-Сакати
Абу́-ль-Ха́сан Сари ибн Мугаллис ас-Сакати (араб. سري السقطي‎; 772 — 867) — исламский богослов, известный представитель второго поколения суфиев.

## Биография
Родился в семье разносчика (сакати), жившего в багдадском квартале Карх. Сари занимался торговлей и был известен своей честностью. Как и другие купцы, он посвятил свою жизнь хадисоведению. Имена его учителей указывают на его путь из Багдада через Куфу в Мекку.
В возрасте около 35-40 лет он встретил суфийского святого Ма’руфа аль-Кархи (ум. 815), из-за которого ас-Сакати прекратил занятие торговлей и начал второй этап своей жизни. Он стал равнодушным к окружающему миру, выбрав путь суфизма. Несколько поездок открыли для него новые горизонты. В монастыре ’Аббадан он пытался присоединиться к басрийской школе через упражнения, связанные с постом. По дороге он познакомился с сирийским отшельником Али аль-Джурджани, который оказал длительное влияние на него и направил его взгляд в сторону Сирии. Там он познакомился со школой Ибрахима ибн Адхама, который должен был произвести на него впечатление несколькими способами. Он побывал в Дамаске, Рамле, Иерусалиме и Тарсе на севере, откуда он в возрасте 60 лет присоединился к джихаду. Около 833 он заканчивает своё отшельничество и возвращается в Багдад.
На его взгляды также повлиял Фудайль ибн ’Ияд (ум. 803), с которым он, однако, не был знаком лично. Он, кажется, не поддерживал тесные отношения с аль-Мухасиби (ум. 857). Третий период жизни Сари, который началась сразу же после его возвращения в Багдад, был связан с его преподавательской деятельностью. К нему приходили ученики не только из Ирака и Хорасана (Абу-ль-Касим аль-Джунайд, Абу Саид аль-Харраз, Абу-ль-Хусейн ан-Нури, Самнун, Ибн Масруки и другие), но и Сирии (Али аль-Гадаири, Исмаиль ибн Абдуллах аш-Шами). Среди его учеников были как профессиональные суфии, так и благочестивые рабочие, торговцы, и даже мухаддиса и кади. Сари, вероятно, был выдающимся педагогом, который знал, как обращаться с учениками и стимулировать их.
Только близкие друзья имели представление о его мистическом опыте. Он написал правило для начинающих суфиев. Неизвестно, как долго Сари был активен в качестве педагога. В какой-то момент он полностью ушёл в свой собственный мир опыта и разрешает подходить к нему только близкому другу Абу-ль-Касиму аль-Джунайду (ум. ок. 910). Жители Багдада находят следующее объяснение четвёртого жизненного периода Сари: когда он учил в своем кругу, мизантроп Абу Джафар ас-Саммак прошёл и омрачили проведение дальнейших занятий замечанием: «Абу ль-Хасан, ты стал местом отдыха бездельников».